# Alphonse IV d'Este
Pour les articles homonymes, voir Alphonse IV.
Alphonse IV d'Este (en italien, Alfonso IV d'Este), parfois appelé Alphonse IV de Modène (né le 14 octobre 1634 à Modène et mort le 16 juillet 1662) est le fils de François Ier d'Este, duc de Modène et de Reggio, à qui il succède en 1658 et de Marie-Catherine Farnèse, fille du duc de Parme, Ranuce Ier Farnèse.

## Biographie
Fort de son alliance française, Alphonse IV d'Este reçoit à la faveur du traité des Pyrénées, la ville de Correggio.
Ayant toujours souffert d'une mauvaise santé, il meurt prématurément à l'âge de 27 ans, après avoir confié la régence à son épouse. Il est inhumé à Modène, en l'église Saint-Vincent (Chiesa di San Vincenzo).

## Vie familiale
Alphonse IV d'Este épouse le 30 mai 1655, dans la chapelle du château de Compiègne, et en présence de Louis XIV et d'Anne d'Autriche, Laure Martinozzi, nièce du cardinal Jules Mazarin, renforçant ainsi les liens du duché avec la France.
Ils ont deux enfants :
- Marie-Béatrice (1658-1718), qui épouse le 21 novembre 1673 le futur roi d'Angleterre Jacques II Stuart (1633-1702).
- François (1660-1694), qui lui succède, époux de Marguerite-Marie Farnèse.

## Crédit d'auteurs
- (en) Cet article est partiellement ou en totalité issu de l’article de Wikipédia en anglais intitulé « Alfonso IV d'Este, Duke of Modena » (voir la liste des auteurs).